# Comuna Mala Hlumcea, Iemilciîne
Mala Hlumcea (în ucraineană Малоглумчанська сільська рада) este o comună în raionul Iemilciîne, regiunea Jîtomîr, Ucraina, formată din satele Mala Hlumcea (reședința) și Paranîne.

## Demografie
Componența lingvistică a comunei Mala Hlumcea
     Ucraineană (99,54%)
     Alte limbi (0,46%)
Conform recensământului din 2001, majoritatea populației comunei Mala Hlumcea era vorbitoare de ucraineană (99,54%), existând în minoritate și vorbitori de alte limbi.